# Economia política

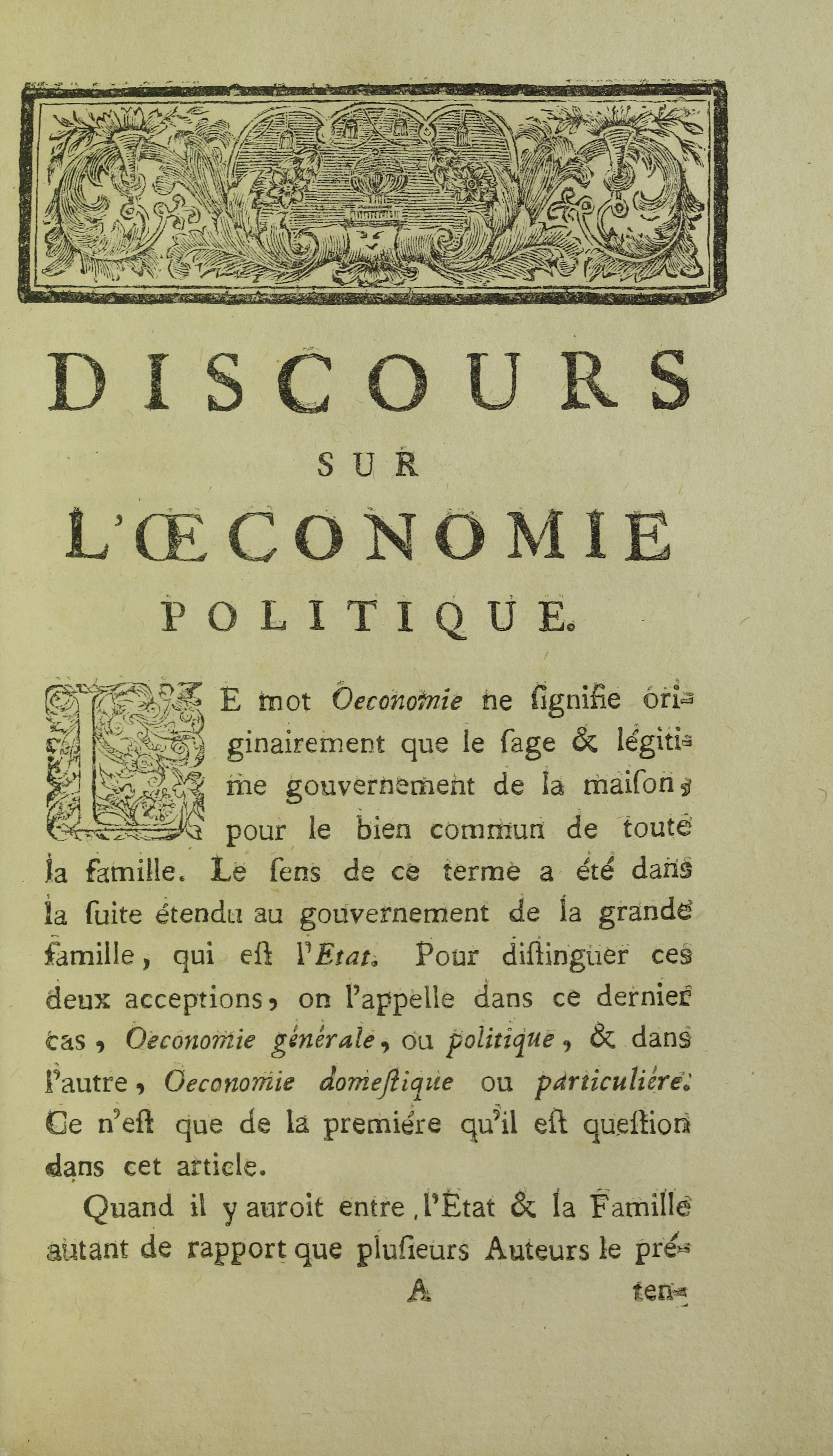
Jean-Jacques Rousseau, Discours sur l'oeconomie politique, 1758

Economia política va ser el terme original utilitzat per a l'estudi de les relacions de producció, especialment entre les tres classes principals de la societat capitalista o burgesa: capitalistes, proletaris i terratinents. En contraposició amb les teories de la fisiocràcia, en les quals la terra era vista com l'origen de tota riquesa, l'economia política va proposar (primer amb Adam Smith) la teoria del valor-treball, segons la qual el treball és la font real del valor. A finals del segle xix, el terme economia política fou substituït de mica en mica pel terme economia, usat per aquells que buscaven abandonar la visió classista de la societat, reemplaçant-la per l'enfocament matemàtic, axiomàtic i avaloratiu dels estudis econòmics actuals i que concebia el valor originat en la utilitat que el bé generava en l'individu.
Actualment, el terme economia política s'utilitza comunament per a referir-se a una àrea de les ciències socials interdisciplinaria que es basen en el coneixement de l'economia, la sociologia, el dret i la ciència política per a entendre com les institucions i els entorns polítics, socials i culturals influencien la conducta dels mercats. Consisteix a estendre l'estudi de l'economia més enllà de l'equilibri econòmic per incorporar nocions com ara l'equilibri polític i social. Dintre de la ciència política, el terme es refereix principalment a les teories liberals, marxistes, o d'altre tipus, que estudien les relacions entre l'economia i el poder polític dintre dels estats. Economia política internacional és en canvi una branca de les ciències socials que estudia el comerç i les finances internacionals, i les polítiques estatals que afecten l'intercanvi internacional, com les polítiques de distribució de la riquesa (determinació de lleis que la redistribueixin), les de sostenibilitat, les monetàries i les fiscals.

## Història del terme
El terme economia política originalment va significar l'estudi de les condicions sota les quals s'organitzava la producció en els estats nacionals de la forma de producció capitalista. El terme es va utilitzar per primera vegada a Anglaterra en el segle xviii, per a reemplaçar l'enfocament anterior dels fisiòcrates francesos. Els principals exponents de l'economia política són: Adam Smith, David Ricardo i Karl Marx.
En la segona meitat del segle xix, alguns teòrics del laissez-faire (lliure mercat), van començar a argumentar que l'estat no hauria de regular els mercats; que la política i l'economia actuaven segons diferents lògiques i que l'economia política havia de ser reemplaçada per dues disciplines separades: ciència política (o teoria social en general) i economia. Aquest moviment ha estat vist, particularment per pensadors marxistes, com un dels principis de la fragmentació de la ciència social. Coincidentment amb el desplegament del liberalisme clàssic, i en oposició a ell, es van desenvolupar les teories socialistes i comunistes, que sostenien que el model promogut pels liberals clàssics (el capitalisme desregulat), era incapaç de distribuir els recursos de la societat de manera d'evitar que una vasta majoria romangui en la misèria.
Alguns socialistes com Thomas Hodgskin van considerar que el capitalisme estava intrínsecament relacionat amb privilegis que el poder polític atorgava a les classes propietàries i que eliminats aquests privilegis no podria haver capitalisme. L'evolució d'aquest corrent donaria lloc més tard al socialisme anarquista, amb autors com Pierre-Joseph Proudhon, Josiah Warren o Benjamin Tucker que van considerar una sèrie de monopolis mitjançant els quals l'Estat garantia el domini de les classes propietàries sobre les classes no propietàries.

## Conceptes centrals de l'economia política
L'economia política estudia les relacions que els individus estableixen entre si per a organitzar la producció col·lectiva, particularment aquelles relacions que s'estableixen entre els amos dels mitjans de producció i entre qui no els posseïxen. Mentre que l'economia ortodoxa (o del valor subjectiu) s'enfoca en els preus i veu a la producció i al consum com «efectes» d'aquests, l'economia política veu a l'activitat econòmica com el resultat de les necessitats de supervivència i reproducció del ser humà articulades a una comunitat i a les seves determinacions legals, tècnic-científiques i culturals. La divisió entre «valor d'ús» i «valor de canvi» (distinció establerta amb claredat per Marx en El Capital), establix una separació entre el que avui és conegut com a «valor» i «preu». Des de la perspectiva de l'Economia Política, el "valor" és l'expressió del treball incorporat a la mercaderia i el preu és la taxació d'aquest valor que fa el mercat. Aquestes categories contrasten amb la total identificació del valor amb el preu en les escoles del valor subjectiu.
L'intercanvi privat es produïx en el mercat i està basat en un marc legal que valida la propietat privada. Aquest sector es denomina sector privat. Quan el govern intervé en l'economia de mercat, a través de polítiques o d'intercanvis directes, es denomina sector públic.

## Disciplines relacionades amb l'economia política
- Sociologia
- Antropologia
- Psicologia
- Història
- Economia
- Dret
- Ecologia
- Nova economia política
- Comunicació
- Ciència política

## Paradigmes generals de l'economia política
Les grans escoles de l'economia política es divideixen principalment en dos paradigmes: el paradigma de la distribució i el paradigma de la producció. Aquests paradigmes poden estar relacionats, particularment en els extrems. Les teories basades en el paradigma de la distribució discuteixen fonamentalment sobre com han de distribuir-se els costos i beneficis socials, així com els costos i beneficis del capital. Algunes d'aquestes teories són: libertarianisme, liberalisme, conservadorisme, socialisme i comunisme. Les teories emmarcades en el paradigma de la producció es preocupen pels fonaments i les bases sobre les quals la societat decideix què produir i de quina forma. Algunes teories d'aquest paradigma són: individualisme, comunitarisme i col·lectivisme.